# Luigi Gottifredi
Alessandro Luigi Gottifredi (3 de maig de 1595 - † 12 de març de 1652) fou un jesuïta italià, novè Prepòsit General de la Companyia de Jesús entre el 21 de gener i el 12 de març del 1652.
El pare Gottifredi va morir a Roma a menys de dos mesos després d'haver estat escollit Prepòsit General dels jesuïtes, sense que la X Congregació General que l'escollí s'hagués dissolt. D'aquesta manera, la X Congregació General és l'única en haver escollit dos superiors atès que, després de la mort de Gottifredi, els mateixos electors procediren a escollir llur successor.
Gottifredi havia destacat prèviament com a professor de teologia i rector del Collegio Romano, i més endavant com a secretari de la Societat durant el govern de Mutio Vitelleschi, visitador de la província napolitana, i prepòsit de les de Bèlgica i Roma.